# ホスホリボシルアミノイミダゾールカルボキサミド
ホスホリボシルアミノイミダゾールカルボキサミド（Phosphoribosylaminoimidazolesuccinocarboxamide, SAICAR）または5-アミノイミダゾール-4-(N-スクシノカルボキサミド)リボチドはプリン合成の中間体である。ATP、L-アスパラギン酸、および5-アミノイミダゾール-4-カルボキシリボヌクレオチド（CAIR）が、ホスホリボシルアミノイミダゾールスクシノカルボキサミドシンターゼ（SAICAR合成酵素）によって5-アミノイミダゾール-4-(N-スクシニルカルボキサミド)リボヌクレオチド、ADP、およびリン酸に変換されるのは、de novoプリンヌクレオチド生合成の第8段階である。